# Cantonul Vic-Fezensac
Cantonul Vic-Fezensac este un canton din arondismentul Auch, departamentul Gers, regiunea Midi-Pyrénées, Franța.

## Comune
| Comune            | Populație (1999) | Cod poștal | Cod INSEE |
| ----------------- | ---------------- | ---------- | --------- |
| Bazian            | 102              | 32320      | 32033     |
| Belmont           | 150              | 32190      | 32043     |
| Caillavet         | 164              | 32190      | 32071     |
| Callian           | 50               | 32190      | 32072     |
| Castillon-Debats  | 301              | 32190      | 32088     |
| Cazaux-d'Anglès   | 116              | 32190      | 32097     |
| Marambat          | 327              | 32190      | 32231     |
| Mirannes          | 75               | 32350      | 32257     |
| Préneron          | 142              | 32190      | 32332     |
| Riguepeu          | 216              | 32320      | 32343     |
| Roquebrune        | 187              | 32190      | 32346     |
| Saint-Arailles    | 116              | 32350      | 32360     |
| Saint-Jean-Poutge | 239              | 32190      | 32382     |
| Tudelle           | 63               | 32190      | 32456     |
| Vic-Fezensac      | 3 614            | 32190      | 32462     |